# Лингерхан
Лингерхан (њем. Lingerhahn) општина је у њемачкој савезној држави Рајна-Палатинат. Једно је од 134 општинска средишта округа Рајн-Хунсрик. Према процјени из 2010. у општини је живјело 469 становника. Посједује регионалну шифру (AGS) 7140087.

## Географски и демографски подаци
Лингерхан се налази у савезној држави Рајна-Палатинат у округу Рајн-Хунсрик. Општина се налази на надморској висини од 482 метра. Површина општине износи 6,0 km². У самом мјесту је, према процјени из 2010. године, живјело 469 становника. Просјечна густина становништва износи 78 становника/km².